# Entraîneur allemand de l'année
Le titre d' entraîneur de l'année en Allemagne, Fußballtrainer des Jahres (en allemand), est une récompense attribuée depuis 2002.
Le scrutin est organisé annuellement par l'association allemande des journalistes de sport, Verband Deutscher Sportjournalisten ou VDS (en allemand), membre de l'AIPS, et présenté par le magazine Kicker.
Les entraîneurs éligibles sont tous les entraîneurs allemands évoluant en Allemagne ou ailleurs, ainsi que tous les entraineurs étrangers évoluant en Bundesliga.

## Gagnants
| Année | Entraîneur        | Équipe              |
| ----- | ----------------- | ------------------- |
| 2002  | Klaus Toppmöller  | Bayer Leverkusen    |
| 2003  | Felix Magath      | VfB Stuttgart       |
| 2004  | Thomas Schaaf     | Werder Brême        |
| 2005  | Felix Magath      | Bayern Munich       |
| 2006  | Jürgen Klinsmann  | Équipe nationale    |
| 2007  | Armin Veh         | VfB Stuttgart       |
| 2008  | Ottmar Hitzfeld   | Bayern Munich       |
| 2009  | Felix Magath      | VfL Wolfsbourg      |
| 2010  | Louis van Gaal    | Bayern Munich       |
| 2011  | Jürgen Klopp      | Borussia Dortmund   |
| 2012  | Jürgen Klopp      | Borussia Dortmund   |
| 2013  | Jupp Heynckes     | Bayern Munich       |
| 2014  | Joachim Löw       | Équipe nationale    |
| 2015  | Dieter Hecking    | VfL Wolfsbourg      |
| 2016  | Dirk Schuster     | SV Darmstadt 98     |
| 2017  | Julian Nagelsmann | TSG 1899 Hoffenheim |
| 2018  | Jupp Heynckes     | Bayern Munich       |
| 2019  | Jürgen Klopp      | Liverpool FC        |
| 2020  | Hans-Dieter Flick | Bayern Munich       |
| 2021  | Thomas Tuchel     | Chelsea FC          |